# Gone (film, 2011)
Pour les articles homonymes, voir Gone.
Pour plus de détails, voir Fiche technique et Distribution.
Gone (Försvunnen) est un thriller suédois écrit et réalisé par Mattias Olsson et Henrik John Peter Åkesson (sv).
Le film, sorti en salles le 26 août 2011, a comme protagonistes Sofia Ledarp, Kjell Bergqvist et Björn Kjellman.

## Synopsis
Malin est une femme d'une trentaine d'années qui, après une tragédie familiale, décide de rompre, de quitter sa ville natale et de prendre un nouveau départ dans un nouvel endroit. Elle charge sa remorque et s'en va. Mais bientôt elle est suivie par une voiture et se retrouve dans un véritable cauchemar. Lors d'un arrêt sur le bord de la route, elle est attaquée et kidnappée par ce conducteur. Elle se réveille dans le sous-sol d'une maison, quelque part dans les bois. Malin doit maintenant rassembler toutes ses forces pour le combat désespéré pour la survie qui l'attend.

## Fiche technique
Sauf indication contraire, les informations mentionnées dans cette section peuvent être confirmées par la base de données cinématographiques IMDb,  présente dans la section « Liens externes ».
- Titre original : Försvunnen
- Titre français : Gone[1]
- Réalisation : Mattias Olsson, Henrik John Peter Åkesson (sv)
- Scénario : Mattias Olsson
- Photographie : Erik Molberg Hansen
- Montage : Johan Serrander
- Musique : Nils-Petter Ankarblom
- Production :
- Sociétés de production :
- Pays de production : Suède
- Langue originale : suédois
- Format : couleur
- Genre : Thriller
- Durée : 95 minutes
- Dates de sortie[2] :
  - Suède :
    - 26 août 2011
    - 28 janvier 2012 (Göteborg International Film Festival)

## Distribution
- Sofia Ledarp  : Malin
- Kjell Bergqvist  : l'homme
- Björn Kjellman  : Stefan
- Dietrich Hollinderbäumer  : Pierre
- Michael Petersson : le père de Malin
- Sara Höglind  : la voix GPS
- Nina Norén : la mère de Malin
- Carl Tobiazon  : l'opérateur SOS no 1
- Anna-Karin Davidsson  : la police par téléphone
- Karin Janson : animatrice radio
- Johan Klintberg  : Erik, le frère de Malin
- Susanna Olsson  : la petite amie d'Erik
- Marita Karlsson  : la femme de l'homme
- Sigrid Hjortsberg  : la fille de l'homme
- Johan Serrander  : l'opérateur SOS no 2

## À propos du film
Le film a été tourné sur une très courte période entre août et septembre 2010. L'ensemble du projet s'est déroulé à Blekinge et notamment à Karlskrona. Gone est le premier film suédois du concepteur sonore Per Hallberg, deux fois oscarisé.
En 2020, sort un remake américain du film, Alone, réalisé par John Hyams,

## Récompenses et distinctions
- Guldbagge Awards 2012 : nomination au prix du meilleur son pour Per Hallberg[3]